# Saison 2025-2026 du Racing Club de Strasbourg Alsace
Dernière mise à jour : 4 juillet 2025.
Chronologie
Saison précédente Saison suivante

La saison 2025-2026 du Racing Club de Strasbourg Alsace est la soixante-cinquième saison du club alsacien en championnat de France de Ligue 1, plus haut niveau hiérarchique du football français, depuis sa création en 1932. Elle marque la neuvième saison consécutive en première division.
Le club alsacien dispute également la Ligue Conférence pour la première fois de son histoire. 
L'équipe est dirigée par Liam Rosenior, en poste depuis 2 juillet 2024.

## Compétition

### Championnat

#### Classement
| Rang | Équipe               | Pts | J | G | N | P | Bp | Bc | Diff | Qualification ou relégation                                                     |
| ---- | -------------------- | --- | - | - | - | - | -- | -- | ---- | ------------------------------------------------------------------------------- |
| 1    | AS Monaco            | 3   | 1 | 1 | 0 | 0 | 3  | 1  | +2   | Qualification pour la phase de ligue de la Ligue des champions                  |
| 2    | Paris Saint-Germain  | 3   | 1 | 1 | 0 | 0 | 1  | 0  | +1   | Qualification pour la phase de ligue de la Ligue des champions                  |
| 3    | RC Strasbourg Alsace | 3   | 1 | 1 | 0 | 0 | 1  | 0  | +1   | Qualification pour la phase de ligue de la Ligue des champions                  |
| 4    | AJ Auxerre           | 3   | 1 | 1 | 0 | 0 | 1  | 0  | +1   | Qualification pour le troisième tour de qualification de la Ligue des champions |
| 5    | Olympique Lyonnais   | 3   | 1 | 1 | 0 | 0 | 1  | 0  | +1   | Qualification pour la phase de ligue de la Ligue Europa                         |

### Coupe de France

#### 32e de finale
| 32e de finale |  | -   |  |  |
|               |  | (-) |  |  |

## Effectif professionnel actuel
Le premier tableau liste l'effectif professionnel du RC Strasbourg Alsace pour la saison 2025-2026. Le second recense les prêts effectués par le club lors de cette même saison.
En grisé, les sélections de joueurs internationaux chez les jeunes mais n'ayant jamais été appelés aux échelons supérieurs une fois l'âge-limite dépassé ou les joueurs ayant pris leur retraite internationale.